# Copa Mundial de Críquet de 2007
La Copa Mundial de Críquet de 2007 fue la novena edición del torneo. Se desarrolló del 13 de marzo al 28 de abril de 2007 en Indias Occidentales. Hubo un total de 51 partidos, tres menos que en la edición anterior.
Participaron un total de 16 equipos, que fueron divididos en cuatro grupos. Los ganadores de cada grupo pasaban a semifinales, estos ganadores fueron Australia, Nueva Zelanda, Sri Lanka y Sudáfrica. Finalmente Australia se coronaría campeón, alcanzando su tercera corona consecutiva.

## Participantes
- Australia
- Bangladés
- Bermudas
- Canadá
- Escocia
- India
- Indias Occidentales
- Inglaterra
- Irlanda
- Kenia
- Nueva Zelanda
- Países Bajos
- Pakistán
- Sri Lanka
- Sudáfrica
- Zimbabue

## Etapa de grupos

### Grupo A
| Equipo       | Pts | Jj | G | E | P | NR | PC     |
| ------------ | --- | -- | - | - | - | -- | ------ |
| Australia    | 6   | 3  | 3 | 0 | 0 | 0  | +3.433 |
| Sudáfrica    | 4   | 3  | 2 | 0 | 1 | 0  | +2.403 |
| Países Bajos | 2   | 3  | 1 | 0 | 2 | 0  | −2.527 |
| Escocia      | 0   | 3  | 0 | 0 | 3 | 0  | −3.793 |

### Grupo B
| Equipo    | Pts | Jj | G | E | P | NR | PC     |
| --------- | --- | -- | - | - | - | -- | ------ |
| Sri Lanka | 6   | 3  | 3 | 0 | 0 | 0  | +3.493 |
| Bangladés | 4   | 3  | 2 | 0 | 1 | 0  | −1.523 |
| India     | 2   | 3  | 1 | 0 | 2 | 0  | +1.206 |
| Bermudas  | 0   | 3  | 0 | 0 | 3 | 0  | −4.345 |

### Grupo C
| Equipo        | Pts | Jj | G | E | P | NR | PC     |
| ------------- | --- | -- | - | - | - | -- | ------ |
| Nueva Zelanda | 6   | 3  | 3 | 0 | 0 | 0  | +2.138 |
| Inglaterra    | 4   | 3  | 2 | 0 | 1 | 0  | +0.418 |
| Kenia         | 2   | 3  | 1 | 0 | 2 | 0  | −1.194 |
| Canadá        | 0   | 3  | 0 | 0 | 3 | 0  | −1.389 |

### Grupo D
| Equipo              | Pts | Jj | G | E | P | NR | PC     |
| ------------------- | --- | -- | - | - | - | -- | ------ |
| Indias Occidentales | 6   | 3  | 3 | 0 | 0 | 0  | +0.764 |
| Irlanda             | 3   | 3  | 1 | 1 | 1 | 0  | −0.092 |
| Pakistán            | 2   | 3  | 1 | 0 | 2 | 0  | +0.089 |
| Zimbabue            | 1   | 3  | 0 | 1 | 2 | 0  | −0.886 |

## Super 8
| Equipo              | Pts | Jj | G | E | P | NR | CP   | OE    | CC   | OL    | PC     |
| ------------------- | --- | -- | - | - | - | -- | ---- | ----- | ---- | ----- | ------ |
| Australia           | 14  | 7  | 7 | 0 | 0 | 0  | 1725 | 266.1 | 1314 | 322   | +2.4   |
| Sri Lanka           | 10  | 7  | 5 | 0 | 2 | 0  | 1586 | 301.1 | 1275 | 337   | +1.483 |
| Nueva Zelanda       | 10  | 7  | 5 | 0 | 2 | 0  | 1378 | 308   | 1457 | 345.1 | +0.253 |
| Sudáfrica           | 8   | 7  | 4 | 0 | 3 | 0  | 1561 | 299.1 | 1635 | 333.2 | +0.313 |
| Inglaterra          | 6   | 7  | 3 | 0 | 4 | 0  | 1557 | 344.4 | 1511 | 307.4 | -0.394 |
| Indias Occidentales | 4   | 7  | 2 | 0 | 5 | 0  | 1595 | 338.1 | 1781 | 337.1 | -0.566 |
| Bangladés           | 2   | 7  | 1 | 0 | 6 | 0  | 1084 | 318   | 1398 | 284   | -1.514 |
| Irlanda             | 2   | 7  | 1 | 0 | 6 | 0  | 1111 | 333   | 1226 | 242   | -1.73  |

## Ronda final
|  | Semifinales                     | Semifinales |       |  | Final                              | Final |  |
|  |                                 |             |       |  |                                    |       |  |
|  | 24 de abril - Kingston, Jamaica |             |       |  |                                    |       |  |
|  | 2 Sri Lanka                     | 289/5       |       |  |                                    |       |  |
|  | 3 Nueva Zelanda                 | 208         |       |  |                                    |       |  |
|  |                                 |             |       |  |                                    |       |  |
|  |                                 |             |       |  | 28 de abril - Bridgetown, Barbados |       |  |
|  |                                 |             |       |  | Sri Lanka                          | 215/8 |  |
|  |                                 | Australia   | 281/4 |  |                                    |       |  |
|  |                                 |             |       |  |                                    |       |  |
|  |                                 |             |       |  |                                    |       |  |
|  |                                 |             |       |  |                                    |       |  |
|  | 25 de abril - Gros, Santa Lucía |             |       |  |                                    |       |  |
|  | 1 Australia                     | 153/3       |       |  |                                    |       |  |
|  | 4 Sudáfrica                     | 149         |       |  |                                    |       |  |